# تسوتومو يامازاكي
تسوتومو يامازاكي (باليابانية: 山崎努) هو ممثل ياباني، ولد في 2 ديسمبر 1936 بماتسودو في اليابان. من الجوائز التي نالها Japan Academy Film Prize for Outstanding Performance by an Actor in a Leading Role ‏ سنة 1985 وJapan Academy Film Prize for Outstanding Performance by an Actor in a Leading Role ‏ سنة 1988.

## أعمال

### أفلام
- (1980) كاجيموشا
- (1985) تامبوبو
- (2001) اركض
- (2008) أوكوريبيتو[7][8]

## جوائز
- Japan Academy Film Prize for Outstanding Performance by an Actor in a Leading Role [الإنجليزية]‏ (1985)
- Japan Academy Film Prize for Outstanding Performance by an Actor in a Leading Role [الإنجليزية]‏ (1988)

## وصلات خارجية
- تسوتومو يامازاكي على موقع IMDb (الإنجليزية)
- تسوتومو يامازاكي على موقع قاعدة بيانات الأفلام العربية
- تسوتومو يامازاكي على موقع ألو سيني (الفرنسية)
- تسوتومو يامازاكي على موقع أول موفي (الإنجليزية)
- تسوتومو يامازاكي على موقع قاعدة بيانات الأفلام السويدية (السويدية)
- تسوتومو يامازاكي على موقع قاعدة بيانات الفيلم (الإنجليزية)
- تسوتومو يامازاكي على موقع كينوبويسك (الروسية)